# Katovice
Katovice [ˈkatɔvɪt͡sɛ] (deutsch Katowitz) ist eine Minderstadt im Okres Strakonice in Tschechien.

## Lage
Katovice liegt gegenüber der Einmündung des Novosedelský potok linksseitig der Otava etwa 6 km westlich von Strakonice und zählt rund 1300 Einwohner.

## Gemeindegliederung
Für Katovice sind keine Ortsteile ausgewiesen. Zu Katovice gehört die Ortslage Liboč.

## Geschichte
Die Ortschaft wurde im Jahre 1045 in einer Urkunde Břetislavs I. als Schenkung an das Kloster Břevnov erstmals erwähnt. Für das Jahr 1318 ist Katovice als Dorf bezeugt.
Seit 2006 besitzt Katovice den Status eines Městys.

## Kultur und Sehenswürdigkeiten

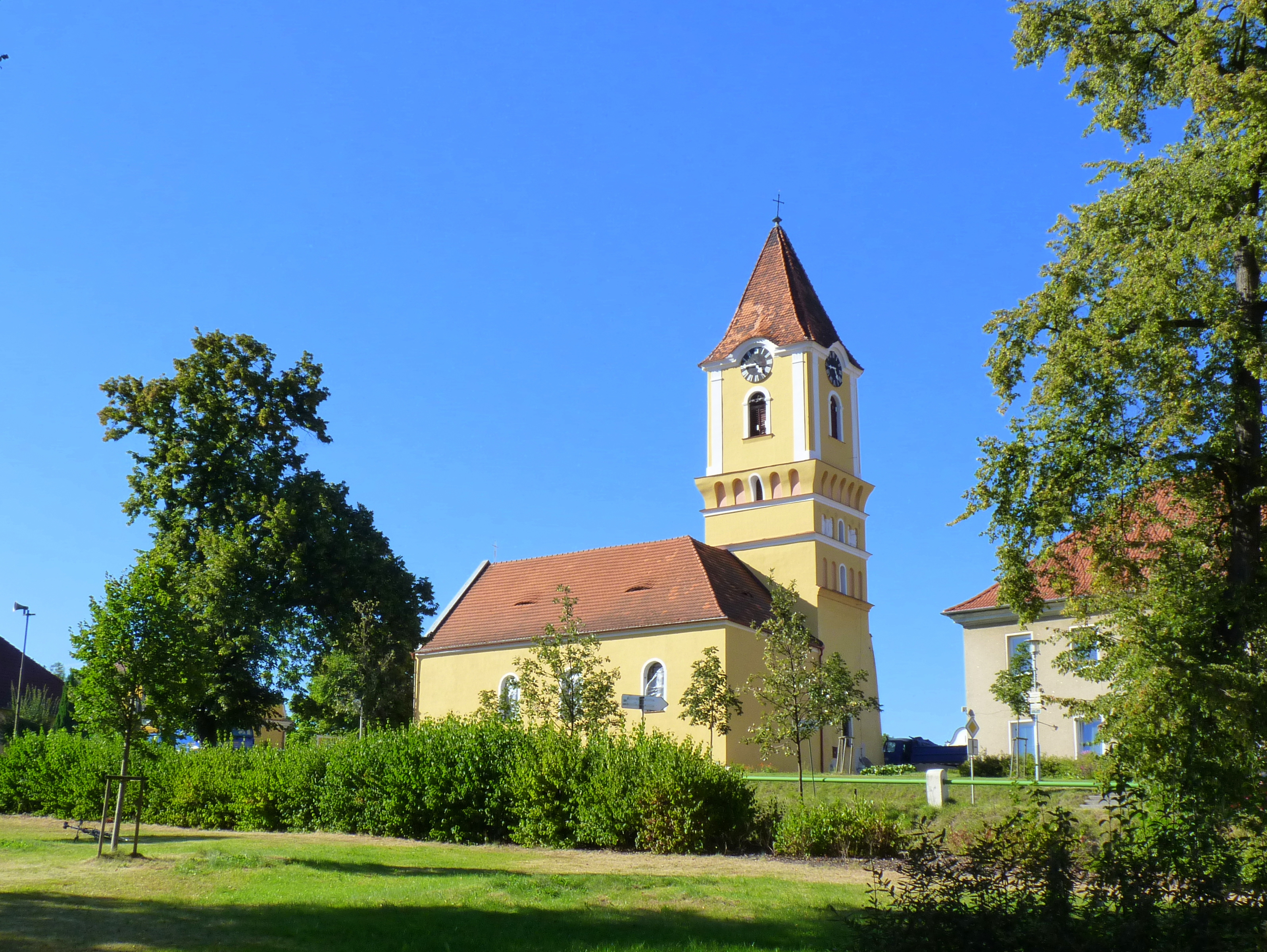
Kirche

Wichtigstes Bauwerk der Gemeinde ist die dem heiligen Philipp und dem heiligen Jakob geweihte Dorfkirche (kostel sv. Filipa a Jakuba). Sie geht auf einen romanischen Bau zurück und wurde in späterer Zeit mehrfach umgebaut. Ihre heutige Gestalt verdankt die Kirche einem großen Umbau von 1587, der von Thomassio Rossi di Mendrisio durchgeführt wurde.
In der Nähe der Ortschaft befand sich auf dem höchsten Katovicer Berg (Katovická hora, 493 m) ein alter slawischer Burgwall, der einst Kněží hora genannt wurde. Er wurde um die Wende des 9. zum 10. Jahrhundert errichtet und diente der Absicherung des Talkessels von Strakonice. Im Okres Strakonice finden sich drei weitere Anlagen dieser Art und zeugen von der strategisch wichtigen Lage dieses Landstrichs.